# Faro de Punta de Ailly
El Faro de Punta de Ailly (en francés: Phare de la pointe d'Ailly o Phare d'Ailly) es un faro situado entre las localidades de  Varengeville-sur-Mer y Sainte-Marguerite-sur-Mer en el departamento de Sena Marítimo, en la región de Normandía. Instalado por primera vez en 1775, la torre actual data de 1953. Está catalogado como Monumento histórico de Francia desde 2010.

## Historia

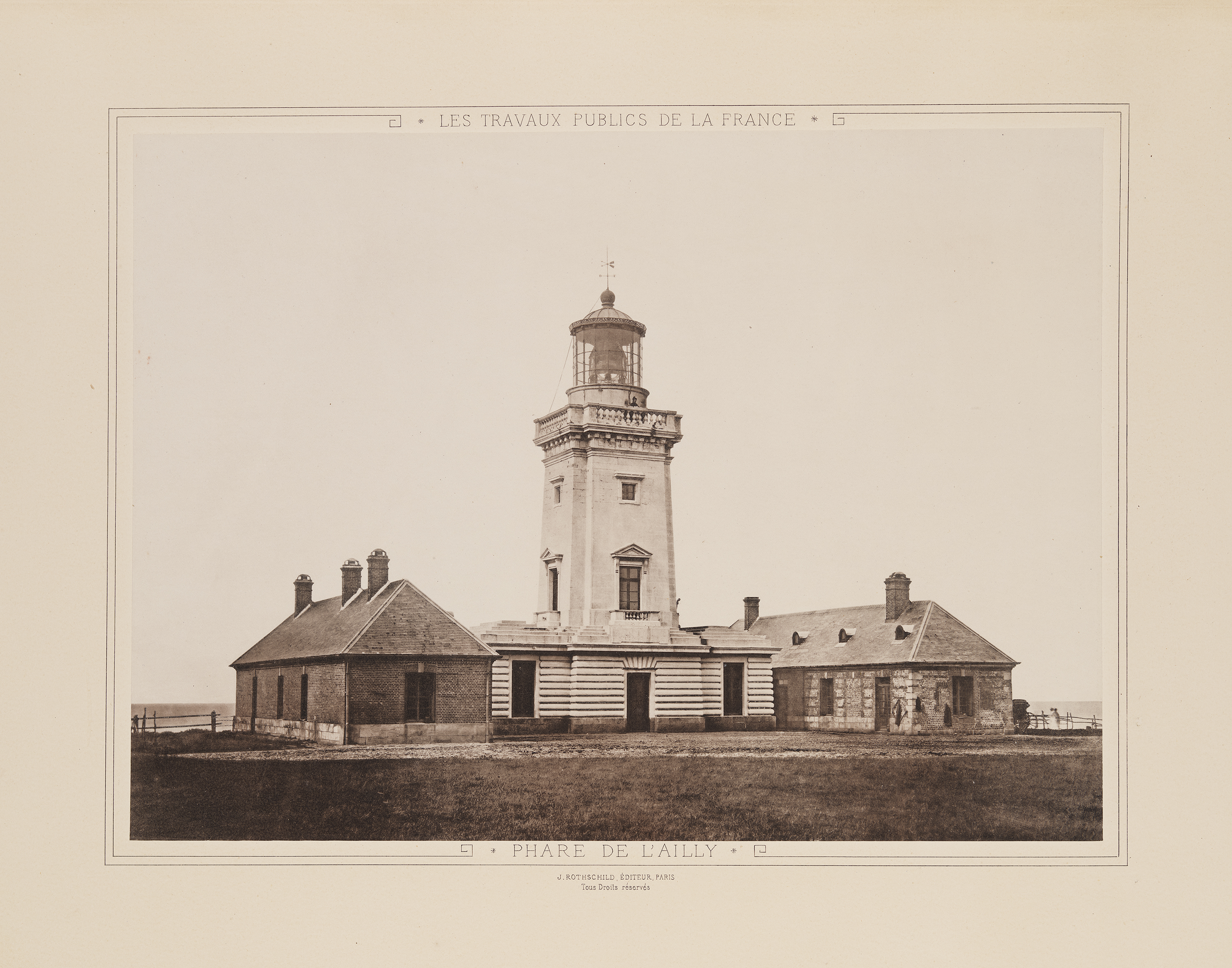
Primer faro de 1775.

En 1773 la costa normanda no contaba con iluminación por lo que la Cámara de Comercio de Normandía decidió ese año construir faros en la Punta de Ailly, en el Cabo de La Hève y en la Punta de Barfleur. 
El 1 de noviembre de 1775 se iluminó por primera vez el faro que consistía en una torre de sección cuadrada de piedra de 20 metros de altura y que se elevaba 93 m sobre el nivel del mar por encima del acantilado que entonces estaba a 156 m de distancia. Carecía de aparato óptico y consumía carbón del que se llegaba a quemar 600 kg al día. En 1780 se cerró la linterna con un acristalamiento y se instalaron 16 reflectores dejando de usarse el carbón. En 1820 se instalan reflectores parabólicos y en 1852 se instala una lente de Fresnel de primer orden de una distancia focal 0,92 m y una iluminación de una lámpara con cinco mechas que aumenta el alcance del faro hasta los 30 km.
En 1897 se plantea sustituir la iluminación del faro por una lámpara de incandescencia a gas, pero las limitadas dimensiones del faro lo impide, razón por la que se decide la construcción de un nuevo faro que se pone en servicio en 1899. Consiste en una torre octogonal de 29 m de altura y de 99 m de altura de plano focal, también de mampostería de piedra y ladrillo y construida a 90 m del anterior ya que la erosión marina ha ido acercando el borde del acantilado hacia el primer faro poniéndolo en riesgo de derrumbe. En 1932 se electrifica. En 1939 se apaga a causa de la Segunda Guerra Mundial y no fue nunca más encendido puesto que fue derribado por el ejército alemán en 1944 en su retirada de Francia.
El mismo año de 1944 fue instalado un faro provisional de nuevo en el primer faro mientras se planificaba y construía uno nuevo. En 1958 se ponía en servicio el nuevo faro, una torre troncocónica de mampostería de 20 m de altura.
La erosión acabó finalmente derribando el primer faro que cayó por el acantilado en 1964.

## Características
El faro consiste en una torre de sección cuadrada de 20 metros de altura de mampostería y rematada por una linterna de color verde. Emite una luz blanca en grupos de tres destellos durante un ciclo total de 20 segundos y un alcance nominal nocturno de 31 millas náuticas.